# 佐賀県道338号岸川莇原線
佐賀県道338号岸川莇原線（さがけんどう338ごう きしがわあざみばるせん）は、佐賀県多久市を通る一般県道である。

## 概要
多久市北多久町大字多久原から多久市北多久町大字小侍に至る。

### 路線データ
- 起点：佐賀県多久市北多久町大字多久原
- 終点：佐賀県多久市北多久町大字小侍（北多久町莇原交差点、国道203号交点、佐賀県道24号武雄多久線終点）

## 路線状況

### 道路施設

#### 橋梁
- 丸田3号橋（丸田川、多久市）
- 丸田2号橋（丸田川、多久市）
- 丸田1号橋（丸田川、多久市）

## 地理

### 通過する自治体
- 多久市

### 交差する道路
| 交差する道路                     | 交差する場所     | 交差する場所              |
| -------------------------------- | ---------------- | ------------------------- |
| 国道203号 / 厳木多久道路         | 北多久町大字小侍 | 小侍IC/TB/PA              |
| 国道203号 佐賀県道24号武雄多久線 | 北多久町大字小侍 | 北多久町莇原交差点 / 終点 |

### 沿線
- JR九州唐津線 多久駅（終点付近）